# Tripterospermum lanceolatum
Tripterospermum lanceolatum är en gentianaväxtart som först beskrevs av Bunzo Hayata, och fick sitt nu gällande namn av Kanesuke Hara och Yoshisuke Satake. Tripterospermum lanceolatum ingår i släktet Tripterospermum och familjen gentianaväxter. Inga underarter finns listade i Catalogue of Life.